# Zaurus

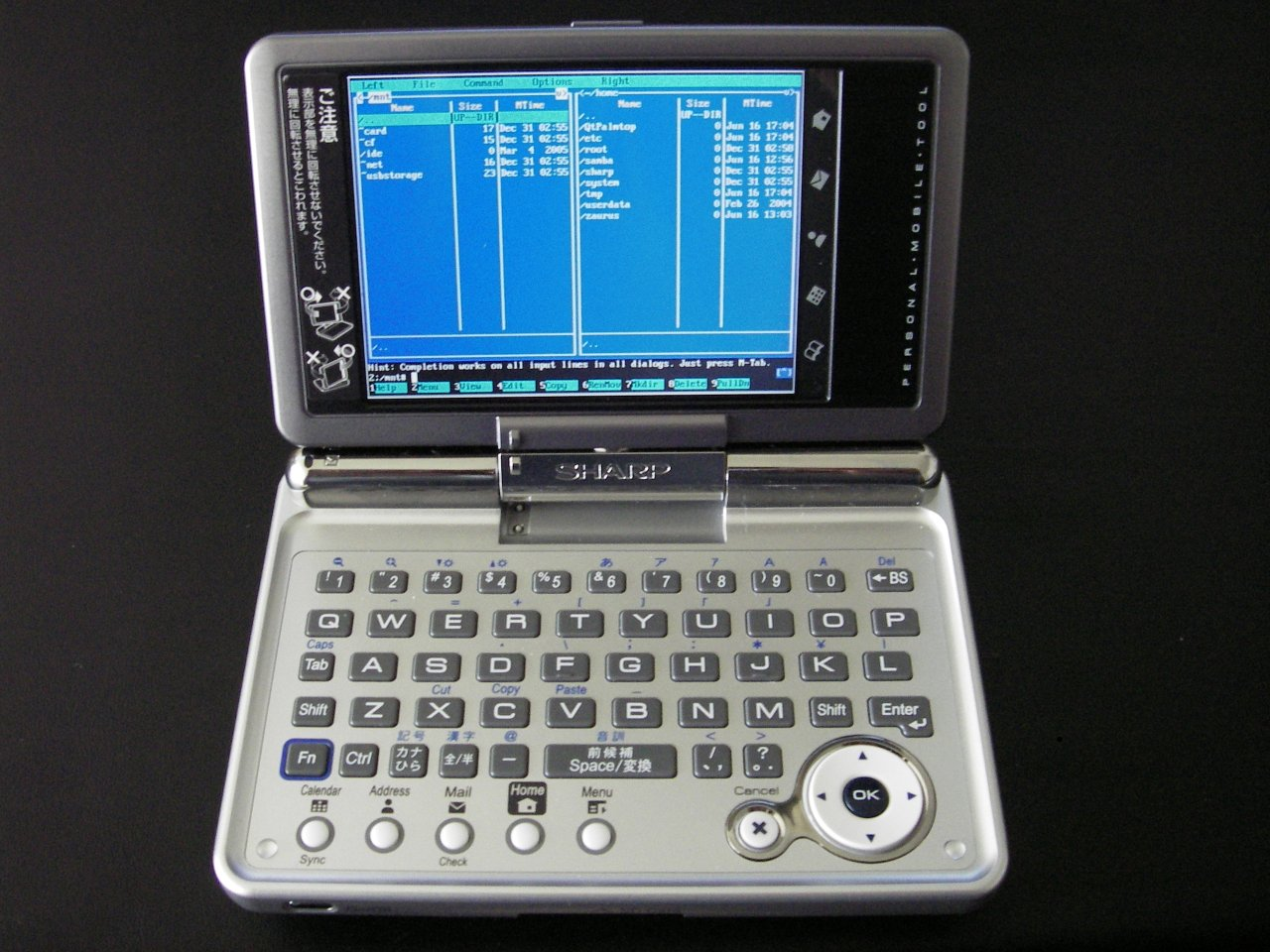
Sharp Zaurus SL-C1000

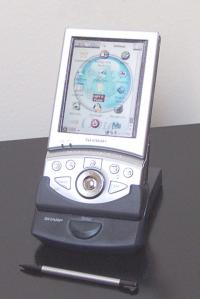
Sharp Zaurus SL-5500

Zaurus — торговая марка устройств выпускаемых компанией Sharp. Выпускается в нескольких вариантах.
Архитектура Zaurus 5000 стандартная. В основе находится 206 МГц RISC-процессор StrongARM SA1110.
В качестве дополнительного контроллера используется чип собственной разработки, связанный с ЦП 16-битной шиной. Он выполняет функции связующего звена между процессором и такими устройствами как встроенная клавиатура, слот SD, а также участвует в выводе изображения на экран.
С основной памятью RAM и ПЗУ Flash ROM процессор связан 32-битной шиной данных. ОЗУ типа SDRAM в 32 Мбайт, а также 16 Мб Flash ROM. Вся память управляется интегрированным контроллером ЦП. На него по 16-битной шине подключён слот CF. Контроллер SD реализован отдельно.
На интегрированных контроллерах ЦП находятся также порты RS-232, USB, IrDA. Обработка событий сенсорного экрана находится на отдельном контроллере.
В архитектуре Zaurus полностью используется потенциал отработанных решений и технологий, как и потенциал процессора StrongARM.
Программно же основная концепция Sharp в отношении Zaurus — это Open Source. Есть ядро, собираемое на основе Linux 2.4.x компанией Lineo. В качестве GUI используется среда QT/Embedded от Trolltech. На основе QT/Embedded собраны специально предназначенные для PDA окружение и оболочка QTopia. Есть полноценная машина Java от Insignia — Jeode.